# Dietro l'uragano
Dietro l'uragano è il secondo disco degli Alphataurus, loro primo extended play, pubblicato da Mellow Records. Non commercializzato in forma ufficiale dalla band, si tratta di una raccolta delle registrazioni preliminari dei brani che, con altri, avrebbero dovuto effettivamente comporre il secondo album del gruppo.

## Descrizione
Registrato nel 1973, nel periodo degli esordi del gruppo, il disco venne riscoperto dalla Mellow Records, che lo pubblicò nel 1992. Il disco è una prosecuzione del primo LP. Trattandosi di tracce all'epoca non completamente finalizzate per la pubblicazione, e mancando la parte vocale di Michele Bavaro, si tratta quasi interamente di un disco strumentale, eccetto alcune brevi parti cantate da Giorgio Santandrea.
Due brani contenuti in questo album, Valigie di terra e Ripensando e..., verranno pubblicati anche nel marzo 2012 nell'album dal vivo Live in Bloom, registrazione del concerto di reunion della band datato 6 novembre 2010; entrambi questi brani, con l'aggiunta di Claudette, verranno poi completati in occasione del vero secondo album in studio del gruppo, AttosecondO, pubblicato nel settembre 2012.

## Tracce
Brani composti da Pietro Pellegrini.
1. Ripensando e... – 6:29
2. Valigie di terra – 10:28
3. Idea incompiuta – 1:52
4. Claudette – 13:58

Durata totale: 32:47

## Musicisti
- Pietro Pellegrini - tastiere
- Guido Wasserman - chitarra
- Alfonso Oliva - basso
- Giorgio Santandrea - batteria, voce